# 呂柟
吕柟（1479年—1542年），字大棟，又字仲木，别号泾野，学者称泾野先生，陕西高陵县人，明代政治人物、學者。正德戊辰状元，官至南京禮部右侍郎。

## 生平
父吕溥有隐德。吕柟生于成化十五年（1479年），弘治十四年（1501年）舉陝西鄉試第十。正德三年（1508年）成戊辰科一甲一名進士（状元）。據傳本科原取楊慎為第一，但楊因試卷為火所焚而落第（不過楊慎三年後再試，仍掄元）。曾任國子監祭酒，官至南京太常寺少卿。师事薛敬之，與湛若水、鄒守益主講三十餘年。吕柟因居泾水之陽（水北曰陽），别号泾野，学者称泾野先生。卒于嘉靖二十一年（1542年）。

## 著作
呂柟著述宏富，有《周易説翼》《尚書説要》《毛詩説序》《禮問內外篇》《春秋説志》《四書因問》《史約》《小學釋》《宋四子鈔釋》《史館獻納》《寒暑經圖解》《南省秦藳》《涇野詩文集》《涇野集》《涇野子內篇》等。

## 家族
曾祖吕貴。祖吕鑑。父吕溥，母宋氏，继母侯氏。弟杨、梓、栖、檟。

## 延伸阅读
[在维基数据编辑]
 《國朝獻徵錄·卷之三十七》，出自焦竑《國朝獻徵錄》
 《明史卷二百八十二》，出自《明史》
 在维基共享资源阅览影像